# Ousmane Diao
Pour les articles homonymes, voir Diao (homonymie).
Ousmane Diao, né le 8 juin 2004 à Dakar au Sénégal, est un footballeur sénégalais évoluant au poste de défenseur central au FC Midtjylland.

## Biographie

### Formation et débuts
Né à Dakar au Sénégal, Ousmane Diao grandit à Ouakam Il commence le football avec le club local de l'US Ouakam. Avant d'être formé par l'AF Darou Salam, où il se distingue par son côté athlétique mais aussi sa technique, ses relances notamment.
En janvier 2024, il rejoint le Portugal et le CD Mafra. Il joue son premier match en professionnel avec ce club, le 29 janvier 2023, face à l'UD Oliveirense. Il est titularisé et son équipe est battue par trois buts à deux.

### FC Midtjylland
Lors de l'été 2024, Ousmane Diao s'engage en faveur du FC Midtjylland. Le transfert est annoncé le 27 juin 2024 et il signe un contrat de cinq ans, soit jusqu'en juin 2029,.
Avec Midtjylland il fait ses débuts en Ligue des champions, jouant son premier match face à l'UE Santa Coloma. Il est titularisé, et se fait remarquer en inscrivant également son premier but pour le club et dans cette compétition. Il contribue à la victoire des siens par trois buts à zéro,. Reversé dans la Ligue Europa 2024-2025 avec son équipe, Diao marque le but vainqueur de Midtjylland sur un service d'Aral Şimşir lors de la phase de groupe face à l'Union Saint-Gilloise le 24 octobre 2024 (1-0 score final),.

### En sélection
Il est convoqué la toute première fois en 2020, pour jouer les Éliminatoires de la Coupe d'Afrique des nations de football des moins de 20 ans 2021. Il échoue en finale, ne pouvant pas se qualifier au vu du nouveau format qui stipule qu’une seule place est attribuée quand la can est jouée dans la même zone. La can U20 se déroule en Mauritanie.
Il est sélectionner avec l'équipe nationale du Sénégal des moins de 20 ans pour jouer la Coupe arabe de football des moins de 20 ans 2021, l'équipe était championne en titre de nouveau invité, il participe a 4 matchs délivre un but. L’équipe échoue en huitième de finale au tir au but.